# Monika Bergmann-Schmuderer
Monika Bergmann-Schmuderer (ur. 17 kwietnia 1978 w Lam) – niemiecka narciarka alpejska, mistrzyni świata i trzykrotna medalistka mistrzostw świata juniorów.

## Kariera
Po raz pierwszy na arenie międzynarodowej pojawiła się 3 grudnia 1994 roku w Saas-Fee, gdzie w zawodach FIS Race zajęła piąte miejsce w gigancie. W 1995 roku wystartowała na mistrzostwach świata juniorów w Voss, gdzie jej najlepszym wynikiem było 17. miejsce w slalomie. Jeszcze trzykrotnie startowała na imprezach tego cyklu, zdobywając złoty medal w zjeździe na mistrzostwach świata juniorów w Schladming w 1997 roku oraz srebrne medale w slalomie podczas mistrzostw świata juniorów w Schwyz w 1996 roku i rozgrywanych dwa lata później mistrzostw świata juniorów w Megève.
W zawodach Pucharu Świata zadebiutowała 28 grudnia 1996 roku w Semmering, gdzie nie ukończyła slalomu. Pierwsze pucharowe punkty wywalczyła 23 listopada 1997 roku w Park City, zajmując jedenaste miejsce w tej samej konkurencji. Na podium zawodów PŚ po raz pierwszy stanęła 29 grudnia 2001 roku w Lienz, zajmując drugie miejsce w slalomie. W zawodach tych rozdzieliła Szwedkę Anję Pärson i Kristinę Koznick z USA. Łącznie sześć razy stawała na podium, za każdym razem w slalomie, jednak nie odniosła żadnego zwycięstwa. Najlepsze wyniki osiągnęła w sezonie 2003/2004, kiedy to w klasyfikacji generalnej zajęła szesnaste miejsce, a w klasyfikacji slalomu była trzecia.
Na mistrzostwach świata w Bormio w 2005 roku wspólnie z koleżankami i kolegami z reprezentacji wywalczyła złoty medal w zawodach drużynowych. Była też między innymi szósta w slalomie na rozgrywanych dwa lata później mistrzostwach świata w Åre. W 1998 roku wystąpiła na igrzyskach olimpijskich w Nagano, zajmując dziewiąte miejsce w slalomie i dwunaste w kombinacji. Podczas igrzysk w Salt Lake City w 2002 roku była szósta w slalomie, a giganta nie ukończyła. Brała też udział w igrzyskach olimpijskich w Turynie w 2006 roku, była szesnasta w slalomie i kombinacji. W 2009 roku zakończyła karierę.

## Osiągnięcia

### Igrzyska olimpijskie
| Miejsce | Dzień     | Rok  | Miejscowość    | Konkurencja | Czas biegu  | Strata  | Zwyciężczyni    |
| ------- | --------- | ---- | -------------- | ----------- | ----------- | ------- | --------------- |
| 12.     | 17 lutego | 1998 | Nagano         | Kombinacja  | 2:40,74 min | +5,10 s | Katja Seizinger |
| 9.      | 19 lutego | 1998 | Nagano         | Slalom      | 1:32,40 min | +2,59 s | Hilde Gerg      |
| 6.      | 20 lutego | 2002 | Salt Lake City | Slalom      | 1:46,10 min | +1,88 s | Janica Kostelić |
| DFN2    | 22 lutego | 2002 | Salt Lake City | Gigant      | 2:30,01 min | -       | Janica Kostelić |
| 16.     | 18 lutego | 2006 | Turyn          | Kombinacja  | 2:51,08 min | +5,72 s | Janica Kostelić |
| 16.     | 22 lutego | 2006 | Turyn          | Slalom      | 1:29,04 min | +2,80 s | Anja Pärson     |

### Mistrzostwa świata
| Miejsce | Dzień     | Rok  | Miejscowość       | Konkurencja | Czas biegu  | Strata  | Zwyciężczyni    |
| ------- | --------- | ---- | ----------------- | ----------- | ----------- | ------- | --------------- |
| 32.     | 7 lutego  | 1999 | Vail/Beaver Creek | Zjazd       | 1:48,20 min | +3,96 s | Renate Götschl  |
| DFN2    | 13 lutego | 1999 | Vail/Beaver Creek | Slalom      | 1:33,97 min | -       | Zali Steggall   |
| 13.     | 15 lutego | 2003 | Sankt Moritz      | Slalom      | 1:39,55 min | +2,15 s | Janica Kostelić |
| 15.     | 4 lutego  | 2005 | Bormio            | Kombinacja  | 2:53,70 min | +6,06 s | Janica Kostelić |
| DSQ1    | 11 lutego | 2005 | Bormio            | Slalom      | 1:47,98 min | -       | Janica Kostelić |
| 1.      | 13 lutego | 2005 | Bormio            | Drużynowo   | 26 pkt      | -       | -               |
| 6.      | 16 lutego | 2007 | Åre               | Slalom      | 1:43,91 min | +0,90 s | Šárka Záhrobská |

### Mistrzostwa świata juniorów
| Miejsce | Dzień     | Rok  | Miejscowość | Konkurencja | Czas biegu  | Strata  | Zwyciężczyni     |
| ------- | --------- | ---- | ----------- | ----------- | ----------- | ------- | ---------------- |
| 26.     | 16 marca  | 1995 | Voss        | Zjazd       | 1:26,23 min | +2,43 s | Sylviane Berthod |
| 17.     | 18 marca  | 1995 | Voss        | Slalom      | 1:22,12 min | +6,19 s | Marlies Oester   |
| DNF1    | 20 marca  | 1995 | Voss        | Gigant      | 2:02,46 min | -       | Karin Roten      |
| 10.     | 27 lutego | 1996 | Schwyz      | Zjazd       | 1:34,10 min | +1,83 s | Selina Heregger  |
| 8.      | 28 lutego | 1996 | Schwyz      | Supergigant | 1:31,50 min | +1,97 s | Sylviane Berthod |
| 10.     | 29 lutego | 1996 | Schwyz      | Gigant      | 2:07,15 min | +5,83 s | Karen Putzer     |
| 2.      | 2 marca   | 1996 | Schwyz      | Slalom      | 1:43,79 min | +0,12 s | Sandra Hälldahl  |
| 1.      | 26 lutego | 1997 | Schladming  | Zjazd       | 1:37,45 min | -       | -                |
| DNF     | 27 lutego | 1997 | Schladming  | Supergigant | 1:19,96 min | -       | Karen Putzer     |
| DSQ1    | 28 lutego | 1997 | Schladming  | Slalom      | 1:38,88 min | -       | Tanja Poutiainen |
| DNF2    | 1 marca   | 1997 | Schladming  | Gigant      | 1:56,82 min | -       | Karen Putzer     |
| DSQ     | 26 lutego | 1998 | Megève      | Zjazd       | 1:24,41 min | -       | Martina Lechner  |
| DNF     | 27 lutego | 1998 | Megève      | Supergigant | 1:06,08 min | -       | Martina Lechner  |
| 2.      | 28 lutego | 1998 | Megève      | Slalom      | 1:26,48 min | +0,09 s | Stefanie Wolf    |

### Puchar Świata

#### Miejsca w klasyfikacji generalnej
- sezon 1997/1998: 61.
- sezon 1998/1999: 68.
- sezon 1999/2000: 73.
- sezon 2000/2001: 82.
- sezon 2001/2002: 33.
- sezon 2002/2003: 30.
- sezon 2003/2004: 16.
- sezon 2004/2005: 32.
- sezon 2005/2006: 50.
- sezon 2006/2007: 39.
- sezon 2007/2008: 50.
- sezon 2008/2009: 68.

#### Miejsca na podium w zawodach
1. Lienz – 29 grudnia 2001 (slalom) – 2. miejsce
2. Åre – 8 marca 2003 (slalom) – 3. miejsce
3. Lienz – 28 grudnia 2003 (slalom) – 3. miejsce
4. Megève – 5 stycznia 2004 (slalom) – 3. miejsce
5. Zwiesel – 8 lutego 2004 (slalom) – 2. miejsce
6. Santa Caterina – 9 stycznia 2005 (slalom) – 3. miejsce